# Alessio Stamilla
Alessio Stamilla est un footballeur italien né le 16 février 1983 à Gela. Il évolue au poste de milieu de terrain.
Alessio Stamilla a joué plusieurs saisons en Serie B avec le Piacenza Calcio.

## Carrière
- 1999-2000 : US Sanremese Calcio  Italie
- 2000-2005 : AC Sangiovannese 1927  Italie
- 2005-2008 : Piacenza  Italie
- Janv. 2008-2008 : Hellas Vérone  Italie
- 2008-2009 : Piacenza  Italie
- Janv. 2009-2010 : Perugia  Italie
- 2010- janv. 2011 : Gela Calcio  Italie[1]